# Entoloma colensoi
Entoloma colensoi är en svampart som beskrevs av G. Stev. 1962. Entoloma colensoi ingår i släktet Entoloma och familjen Entolomataceae.   Inga underarter finns listade i Catalogue of Life.